# Harry Tracy: El último forajido
Harry Tracy: El último forajido (título original: Harry Tracy, Desperado) es un wéstern canadiense dirigido por William A. Graham y protagonizada por Bruce Dern, Helen Shaver y Michael C. Gwynne. 
El wéstern está basado en la historia real sobre el forajido Harry Tracy que realmente existió en esa época, el cual era mucho mejor persona en la película que el Harry Tracy real que existía entonces. Fue la segunda vez que la historia sobre Harry Tracy fue filmada. La primera vez se hizo en 1954.

## Argumento
Estamos a finales del siglo XIX. Butch Cassidy, Sundance Kid, John Wesley y casi todos los forajidos legendarios del Lejano Oeste están muertos o en prisión. Sin embargo, uno de ellos, Harry Tracy, todavía está en libertad y siendo además el último superviviente del llamado Grupo Salvaje, aún realiza atracos como siempre.

## Reparto
| Actor             | Personaje                          |
| ----------------- | ---------------------------------- |
| Bruce Dern        | Harry Tracy                        |
| Helen Shaver      | Catherine Tuttle                   |
| Michael C. Gwynne | David Merrill                      |
| Gordon Lightfoot  | U.S. Marshal Morrie Nathan         |
| Jacques Hubert    | Indio                              |
| Daphne Goldrick   | Sra. Tuttle                        |
| Lynne Halliday    | Judy Tuttle                        |
| Alec Willows      | Reportero del Aspen Times Reporter |
| Frank C. Turner   | Eddie Hoyt                         |
| Fred Diehl        | Gobernador Raymond Millhouse       |

## Producción
La película fue filmada en las provincia canadienses de Columbia Británica y Alberta. Una vez hecha se estrenó el 21 de enero de 1982.

## Recepción
Hoy en día el wéstern ha sido valorada en portales cinematográficos. En IMDb, por ejemplo, con aproximadamente 8500 votos registrados, el largometraje obtiene una media ponderada de 7,3 sobre 10. En cuanto a Rotten Tomatoes, los menos de 50 votos registrados le dieron allí una valoración media de 2,8 de 5. Adicionalmente cabe destacar, que en La Vanguardia el 58 % de los usuarios registrados en ese periódico le dan una valoración positiva al filme.